# Ланд
Ланд (на френски: Landes) е департамент в регион Нова Аквитания, югозападна Франция. Образуван е през 1790 година от части на провинция Гиен и Гаскония и получава името на Гасконските ланди. Площта му е 9243 km², а населението – 392 592 души (2009). Административен център е град Мон дьо Марсан.